# Cratere Bison
Bison  è un cratere sulla superficie di Marte.